# Barmenia
Barmenia Versicherungen, nota più comunemente come Barmenia, è una compagnia assicuratrice tedesca con sede centrale a Wuppertal. Il nome dell'azienda deriva dalla città di Barmen, che nel 1929 si fuse con altre 4 città per poi dare vita a Wuppertal.

## Storia
L'attuale Barmenia Krankenversicherung AG è stata fondata nel 1904 come cassa mutua per malattie professionali a Lipsia. Il suo ambito di attività era inizialmente limitato al distretto di Lipsia.
Nel 1905, il fondo prese il nome di Friedrich August Bürgerliche Versicherungsbank a. G. zu Leipzig.
Nel 1909, il fondo estese la sua area di attività a tutto il Regno di Sassonia e divenne la Friedrich August Sächsische Versicherungsbank a. G. zu Leipzig e nel 1923 avvenne la fusione con la Gewerbe- und Handwerkerkrankenkasse für das Königreich Sachsen – Versicherungsverein auf Gegenseitigkeit (VaG) zu Leipzig (Cassa malattia dei commercianti e degli artigiani del Regno di Sassonia). Da quel momento in poi, l'associazione assicurativa prese il nome di Versicherungs-Anstalt für Beamte und freie Berufe VaG.
Infine, nel 1930, il nome fu cambiato in Leipziger Verein für Krankenversicherung der Beamten und freien Berufe a. G. e la compagnia di assicurazione sulla vita fu chiamata Leipziger Verein für Lebensversicherung auf Gegenseitigkeit.
Nel 1922, Barmenia Versicherungsbank für Mittelstand und Beamte VaG zu Barmen emerse come ulteriore ramo della più grande compagnia di assicurazione sanitaria tedesca, la Barmer Ersatzkasse, che aveva sede a Barmen (ora parte di Wuppertal) e che in seguito diede il nome alla società. Barmenia Lebensversicherung-AG zu Barmen venne fondata nel 1926 e Leipziger Fürsorge Lebensversicherung a. G. due anni dopo. Le due compagnie di assicurazione malattia e vita si fusero nel 1931. Le società Leipziger Verein-Barmenia Krankenversicherung für Beamte, freie Berufe und Mittelstand a. G. e Leipziger Verein-Barmenia Lebensversicherung a. G. avevano sede a Lipsia.
La politica commerciale della Leipziger Verein-Barmenia Krankenversicherung fu caratterizzata da un forte antisemitismo. Nel 1931, il membro del consiglio di amministrazione Max Teichmann descrisse gli ebrei come il “peggior rischio concepibile”, in quanto avrebbero deliberatamente esagerato i sintomi delle malattie. Dal 1932, la compagnia di assicurazione sanitaria fu uno degli sponsor della Nationalen Krankenversicherungsvereins (Associazione nazionale di assicurazione sanitaria), che assicurava principalmente i membri del movimento nazista. Dal dicembre 1933, l'ufficio distrettuale di Amburgo non assunse più alcun ebreo e non stipulò più nuove polizze assicurative con ebrei. Negli anni successivi, agli assicurati ebrei fu negata la partecipazione agli utili e all'inizio del 1939 la Leipziger Verein-Barmenia Krankenversicherung, allora la più grande assicurazione privata in Germania con 800.000 assicurati, iniziò a escluderli rifiutandosi di pagare le prestazioni. L'Ufficio di Vigilanza del Reich emanò la direttiva corrispondente solo nell'aprile del 1940. La “compagnia modello nazionalsocialista” ricevette licenze per il nuovo Reichsgau Danzica-Prussia occidentale, il Lussemburgo e il Belgio e aprì filiali a Katowice e Praga.
Le conseguenze della Seconda guerra mondiale furono gravi per entrambe le società. Le compagnie assicurative private furono vietate e i loro beni confiscati.
Era diventato impossibile per le compagnie continuare a operare nella zona sovietica. Nel 1951, le assicurazioni sulla vita si trasferirono ad Amburgo e quelle sulla salute a Wuppertal. Nel 1958 fu fondata la Wuppertal Barmenia Allgemeine Versicherungs-AG. Nel 1966, Barmenia Krankenversicherung e Barmenia Allgemeine si trasferirono nell'attuale sede al Kronprinzenallee. Nel 1971, anche Barmenia Lebensversicherung a. G. trasferì la propria sede da Amburgo a Wuppertal. Dopo la riunificazione, Barmenia poté tornare alla sede centrale di Lipsia, dove aprì una sede distrettuale nel 1990. Nel 2010 venne inaugurato il nuovo edificio della sede centrale nella sede originaria del Kronprinzenallee a Wuppertal, che da maggio 2012 si chiama Barmenia-Allee.
Dal 2016, Barmenia è lo sponsor principale e di maglia della squadra di calcio tedesca Bayer 04 Leverkusen.
Nel 2019 Barmenia ha modificato la struttura del gruppo. Il 2 settembre 2019, Barmenia Krankenversicherung a. G. (ora Barmenia Versicherungen a. G.) ha trasferito le sue attività commerciali e il suo portafoglio assicurativo alla sua controllata al 100%, Barmenia Krankenversicherung AG. Barmenia Krankenversicherung AG ha assunto tutti i diritti e gli obblighi delle polizze assicurative rilevate da Barmenia Krankenversicherung a. G.. L'appartenenza all'associazione, invece, rimane a Barmenia Versicherungen a. G. come società madre.
Nel 2020, Barmenia ha acquisito una minoranza di controllo del 25,1% nell'assicuratore vita del Liechtenstein, PrismaLife, fondato nel 2000. All'inizio del 2023, ha acquisito la maggioranza della società e la quota detenuta da Barmenia è stata aumentata fino ad arrivare al 75%.

## Attività
Barmenia Versicherungen è un assicuratore multi-linea. Il settore con il fatturato più elevato è quello delle assicurazioni sanitarie, seguito da quello delle assicurazioni sulla vita. La gamma comprende anche le assicurazioni contro gli infortuni e i veicoli a motore, nonché le assicurazioni di responsabilità civile e di proprietà. Complessivamente, il gruppo ha generato una raccolta fondi di circa 2,34 miliardi di euro nel 2020, con un bilancio di oltre 2,5 milioni di contratti assicurativi. Barmenia impiega oltre 3.800 dipendenti in ufficio e sul campo e oltre 13.652 broker e conta oltre 1.700 dipendenti e 72 tirocinanti presso la sede centrale di Wuppertal. Con la sede centrale, 34 uffici distrettuali, sette uffici di brokeraggio, 17 uffici di gestione distrettuale e un gran numero di agenzie, Barmenia Versicherungen opera in tutta la Germania (al 31 dicembre 2020). Dal 2015, la sede centrale di Wuppertal è a impatto climatico zero, il che significa che compensa l'equivalente delle 895 tonnellate di CO2 che emette. Il gruppo inoltre è riuscito a ridurre le proprie emissioni di CO2 del 75% dal 2010. Nel 2015, Barmenia, insieme ad altre 14 aziende, è stata premiata come "modello" dal Ministro dell'Ambiente della Renania Settentrionale-Vestfalia nell'ambito del progetto ÖKOPROFIT.
La gamma comprende molti servizi digitali, ad esempio, è possibile utilizzare servizi di telemedicina. Barmenia offre anche programmi di gestione della malattia che forniscono supporto per malattie mentali, diabete o problemi alla schiena.

## Controversie
Il 4 settembre 2012, la trasmissione Panorama mostrò un documentario che criticava il fatto che l'assicurazione infortuni Barmenia impedisce o ritarda il pagamento delle prestazioni assicurative.